# Hanancha
Hanancha (em árabe: الحنانشة), também Hannencha, é uma comuna localizada na província de Souk Ahras, Argélia. De acordo com o censo de 2008, a população total da cidade era de 15 790 habitantes.